# Jared Leto
Jared Joseph Leto (Bossier City, 26 dicembre 1971) è un attore, cantautore, musicista e regista statunitense.
Dopo l'interpretazione di Jordan Catalano nella serie televisiva My So-Called Life e aver esordito al cinema principalmente in ruoli di supporto, ottiene il plauso della critica in seguito all'interpretazione di Harry Goldfarb in Requiem for a Dream di Darren Aronofsky. Collabora con il regista David Fincher in Fight Club e Panic Room e ottiene ulteriori riconoscimenti per la sua recitazione in American Psycho, Lord of War, Lonely Hearts, Chapter 27 - L'assassinio di John Lennon e Mr. Nobody. Leto è noto per la sua versatilità come attore, compresa anche l'abilità di parlare con i diversi accenti della lingua inglese e dell'americano, e la disponibilità a perdere o acquisire peso, generalmente per impersonare al meglio il personaggio interpretato. L'attore è anche noto per essere selettivo riguardo ai ruoli da interpretare. Nel 2014, per l'interpretazione della transessuale Rayon nel film Dallas Buyers Club, riceve il Golden Globe, lo Screen Actors Guild Award, il Critics Choice Award e l'Oscar al miglior attore non protagonista. Nel 2016 interpreta il supercriminale Joker nel film DC Comics campione d'incassi Suicide Squad.
Oltre alla sua carriera cinematografica, Leto è il cantante, polistrumentista e compositore principale dei Thirty Seconds to Mars. Fondò il gruppo nel 1998 a Los Angeles con suo fratello Shannon e, dopo un contratto con l'Immortal e la Virgin, l'omonimo album di esordio venne pubblicato nel 2002 con recensioni positive. Il secondo album del gruppo, A Beautiful Lie, ebbe un grande successo commerciale nel mondo, diventando disco di platino in diversi stati. This Is War, il terzo album, arrivò nel 2009 e ricevette ottime recensioni. Nel 2013, con il gruppo, ha inciso il suo quarto album Love, Lust, Faith and Dreams. Leto ha inoltre diretto diversi video musicali, inclusi The Kill, Kings and Queens e Up in the Air, vincitori agli MTV Video Music Awards, e il documentario Artifact, premiato al Toronto International Film Festival del 2012.

## Biografia

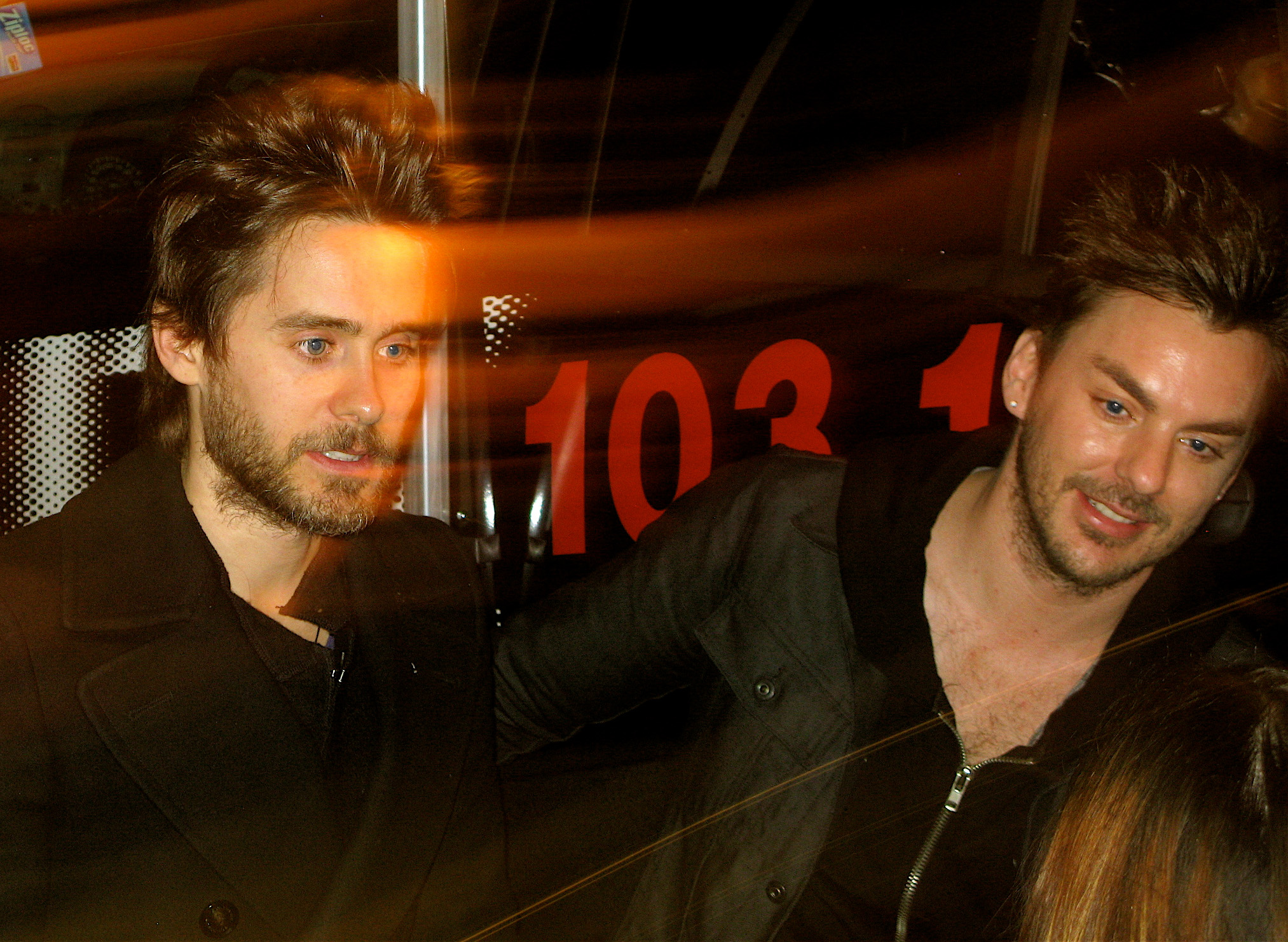
Jared (a sinistra) e suo fratello Shannon Leto nel 2009

Jared Leto nasce a Bossier City, in Louisiana, il 26 dicembre 1971. Il divorzio dei genitori durante la sua prima infanzia portò il giovane Leto a viaggiare molto con la sua famiglia – la madre Constance Leto, il fratello maggiore Shannon Leto (attore, fotografo e musicista) e suo nonno materno – dalla nativa Louisiana in diverse città in Colorado, Virginia, Wyoming e Haiti. Il nonno di Leto faceva parte della United States Air Force e, per la famiglia, viaggiare divenne abituale e un normale stile di vita. Suo padre si sposò una seconda volta, morendo poco dopo il matrimonio, mentre la madre, Constance, si risposerà dopo qualche anno con un medico italo-americano di nome Carl Leto: è da lui che Jared prende il cognome, originalmente francese. 
Leto desiderava aiutare la famiglia e lavorò per la prima volta a dodici anni come lavapiatti (lui stesso lo definisce «my coolest job») e a sedici trovò un impiego come portiere. Durante l'infanzia, Costance Leto incoraggiò i figli a essere coinvolti nelle arti. «Sono cresciuto in un ambiente di attori, musicisti, fotografi, artisti e diverse personalità dello spettacolo», dichiarò Leto in un'intervista di Kerrang!, «Attraverso questa atmosfera non c'era nessun confine distinto o percorso diretto. Stavamo proclamando la libertà di creazione e di auto-espressione». Il giovane crebbe ascoltando rock classico dai Led Zeppelin ai Pink Floyd, e il suo primo strumento musicale fu un pianoforte malridotto.
Dopo il veloce abbandono del decimo grado di scuola, Leto decise di tornare a concentrarsi sulla propria istruzione e si iscrisse alla privata Flint Hill School di Oakton, Virginia, diplomandosi alla Emerson Preparatory School di Washington nel 1989. Terminata la scuola, il giovane frequentò l'Università delle Arti di Filadelfia studiando pittura. Tuttavia, dopo aver sviluppato un interesse per la recitazione, egli si trasferì alla University of Visual Arts di New York e studiò cinema; scrisse e recitò in un cortometraggio, Crying Joy.

### Carriera recitativa

#### Primi ruoli

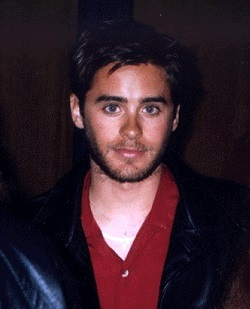
Leto nel 1995.

Leto si trasferì a Los Angeles nel 1992 dove ottenne i primi ruoli nelle serie televisive Camp Wilder e Famiglia cercasi. Nel 1994 entrò a far parte del cast di una fortunata serie televisiva dal titolo My So-Called Life con il ruolo di Jordan Catalano, che vive una contrastata storia d'amore con la protagonista Claire Danes. La serie non sopravvive a lungo, ma abbastanza da procurargli una buona fama, tanto che, nel 1996, la rivista People lo inserisce nella lista degli uomini più attraenti del mondo. Dopo la chiusura della serie, l'attore ebbe una parte in Cool and the Crazy, un film per la televisione con Alicia Silverstone. Diventando un idolo delle ragazzine, Leto approdò al cinema nel 1995 con Gli anni dei ricordi. Nel 1996 ottenne il suo primo ruolo da protagonista in L'ultimo dei grandi re e partecipò con Dennis Quaid e Danny Glover a Linea di sangue (1997). Il regista James Cameron offrì a Leto il ruolo di Jack Dawson in Titanic, ma l'attore non si presentò alle audizioni.

#### Notorietà
Nel 1997 il regista Steve James lo scelse per il ruolo principale in Prefontaine, un film biografico sul corridore Steve Prefontaine morto tragicamente a soli 24 anni. Per la preparazione del ruolo, Leto si immerse nella vita del corridore, incontrando i familiari e gli amici di Prefontaine. Raggiunse una sorprendente somiglianza fisica con il corridore, adottando anche la voce e lo stile della corsa dell'atleta. La trasformazione fu così completa, che quando la sorella di Prefontaine, Linda, vide Leto interpretare il proprio fratello, si commosse e incominciò a piangere. La critica elogiò la recitazione di Leto; Peter Stack del San Francisco Chronicle scrisse «Con ipnotici occhi azzurri e capelli biondi sporchi, Leto cattura lo stile celebre di Prefontaine, e la sua interpretazione è così naturale che sembra di vedere il vero Prefontaine in pista e nella vita reale», mentre Lisa Alspector del Chicago Reader affermò che l'attore «dà una prestazione complessa che suggerisce una profonda e intrigante interiorità al personaggio».
Dopo aver ottenuto il ruolo principale di un aristocratico britannico in Basil (1998), Leto fu il protagonista dell'horror a basso costo Urban Legend, dove interpretò Paul Gardener, giornalista scolastico e interesse amoroso di Alicia Witt. Nonostante le critiche negative, il film fu un enorme successo commerciale. Nello stesso anno all'attore fu offerto un ruolo secondario in La sottile linea rossa di Terrence Malick, dove affiancò fra i tanti Sean Penn, Adrien Brody e Jim Caviezel. Il film fu candidato a sette premi Oscar. Nel 1999 Leto interpretò un insegnante gay che attrae le attenzioni di Robert Downey Jr. in Black & White di James Toback. In seguito l'attore ottenne un ruolo in Ragazze interrotte con Winona Ryder e Angelina Jolie, un film basato sulla storia di Susanna Kaysen. Per la sua interpretazione, Leto fu candidato al Critics' Choice Award al miglior attore non protagonista. L'attore ebbe inoltre una parte in Fight Club di David Fincher, basato sull'omonimo romanzo di Chuck Palahniuk. Mentre Edward Norton e Brad Pitt furono gli interpreti principali, Leto ottenne il ruolo di Angel Face, picchiato a sangue fino a diventare irriconoscibile.

#### Successo internazionale
Il nuovo millennio portò nuove opportunità per Leto. L'attore diede prima una memorabile performance in American Psycho di Mary Harron, un film basato sull'omonimo romanzo di Bret Easton Ellis. Nel film, Leto interpreta Paul Allen, un rivale di Patrick Bateman, ucciso brutalmente da Bateman durante una comica scena nella quale i due discutono i meriti dei Huey Lewis and the News. Successivamente Leto guadagnò il plauso della critica per aver interpretato il ruolo principale dell'eroinomane Harry Goldfarb in Requiem for a Dream di Darren Aronofsky. Leto decise di vivere per le strade di New York City e di non avere rapporti sessuali per due mesi prima delle riprese del film, per poter così meglio comprendere cosa può comportare l'astinenza dall'eroina. Si trasformò anche fisicamente perdendo quasi 13 chili di peso. Dopo le riprese del film, l'attore si spostò in Portogallo e visse in un monastero per diversi mesi. L'attore affermò che interpretare Harry Goldfarb fu «sadomasochistico [...] la cosa più difficile che ho fatto». Nel 2000 interpretò anche l'emergente country rocker Glen Walker in Sunset Strip e fu co-produttore in Sol Goode, a cui partecipò senza essere accreditato.
Dopo il successo di critica con Requiem for a Dream, Leto interpretò il ruolo principale di Jack Hayes in Fuga da Seattle (2002). Nel 2002 Leto lavorò di nuovo con il regista David Fincher in Panic Room, dove interpreta un rapinatore che terrorizza Jodie Foster. Il film incassò oltre 30 milioni di dollari durante il suo primo fine settimana negli Stati Uniti, diventando il più grande successo al botteghino di Leto. L'attore fu anche visto in In linea con l'assassino, interpretando un professionista del cinema presso una compagnia teatrale di Drockula. Lui e Colin Farrell condividono una veloce scena in un vicolo tagliata dalla versione cinematografica del film, ma ripristinata nella versione del regista.
Lasciato il cinema per due anni per dedicarsi maggiormente al gruppo musicale Thirty Seconds to Mars, Leto tornò sul grande schermo nel 2004 nel ruolo di Efestione in Alexander. Il film fu poco considerato dagli americani ma ebbe grande successo nel mondo, incassando oltre 139 milioni di dollari fuori dagli Stati Uniti. Il regista Oliver Stone attribuì la scarsa ricezione del film alla disapprovazione della bisessualità di Alessandro Magno. L'anno seguente Leto interpretò Vitaly Orlov in Lord of War di Andrew Niccol. Il film ebbe generalmente giudizi positivi da parte della critica e ricevette una menzione speciale per l'eccellenza nella realizzazione del film dalla National Board of Review of Motion Pictures. Nel 2005 l'attore partecipò anche a Hubert Selby Jr: It/ll Be Better Tomorrow, un documentario sulla vita dello scrittore Hubert Selby Nel 2006 ottenne il ruolo di Raymond Fernandez in Lonely Hearts, basato sulla vera storia degli assassini dei "cuori solitari". Il film ricevette recensioni miste dai critici: l'interpretazione di Leto, tuttavia, fu notevolmente apprezzata; la critica Heather Huntington affermò che vale la pena guardare Lonely Hearts per stimare la memorabile performance di Leto.

#### Riconferma sul grande schermo e Premio Oscar

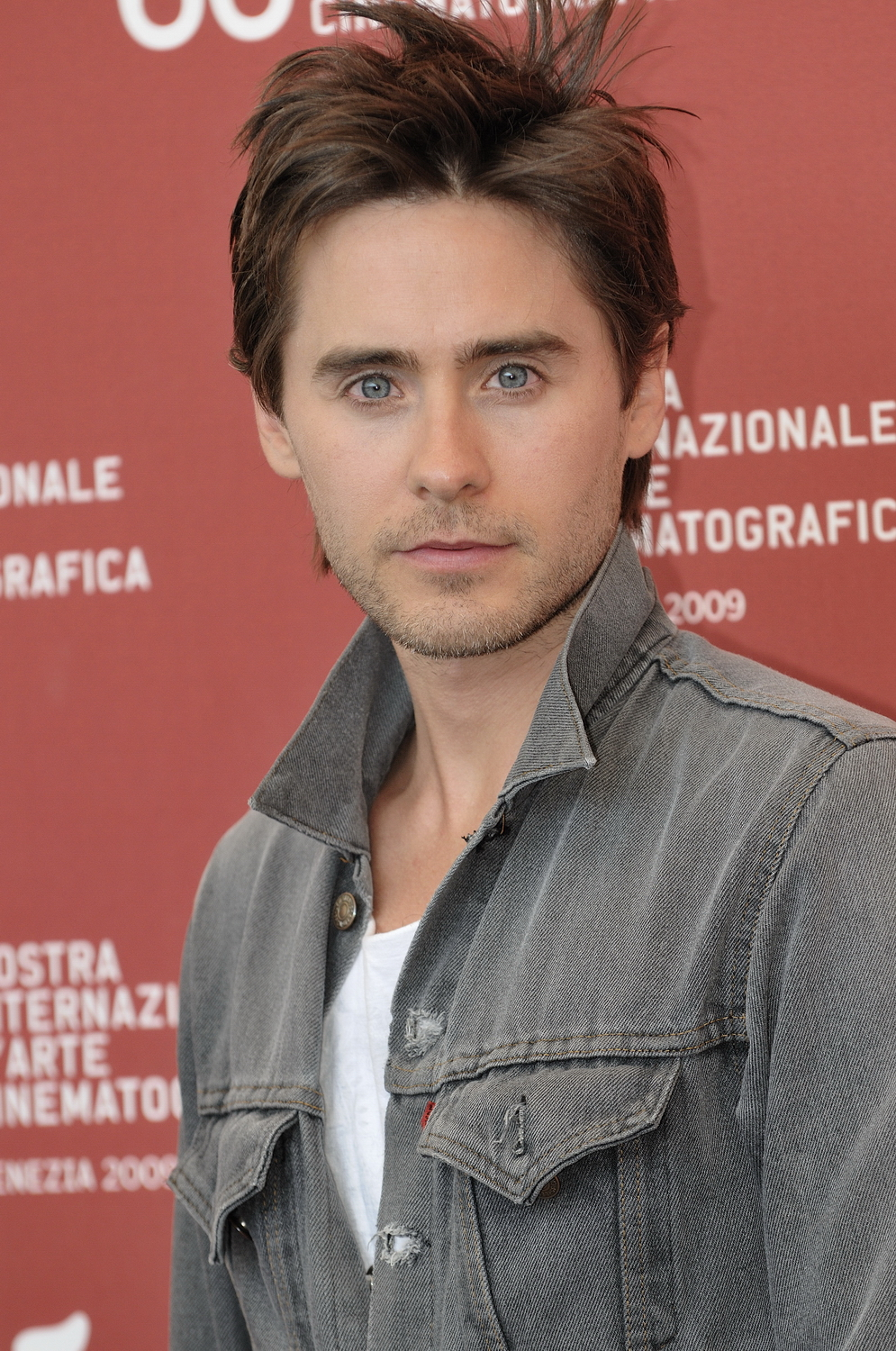
Leto durante la première di Mr. Nobody alla 66ª Mostra internazionale d'arte cinematografica di Venezia.

Dopo Lonely Hearts, Leto ottenne il ruolo di protagonista in Chapter 27 - L'assassinio di John Lennon, interpretando Mark David Chapman, l'assassino di John Lennon. Per impersonarlo al meglio, l'attore intraprese una massacrante trasformazione fisica aumentando il suo peso di circa 30 chili. Leto affermò che il ruolo fu ancora più difficile dell'interpretazione scheletrica del tossicodipendente Harry Goldfarb in Requiem for a Dream. A causa del brusco aumento di peso l'attore soffrì di gotta e fu costretto a usare una sedia a rotelle. Dopo le riprese del film, Leto si sottopose a una dieta di soli liquidi, non mangiò alcun tipo di cibo per dieci giorni, perdendo circa 10 chili e assumendo solo limonata, pepe di Caienna e acqua. Perdere il peso in eccesso si rivelò una sfida; l'attore affermò: «Dopo un anno sono tornato a uno stato quasi normale, non so se sarò mai come ero fisicamente. Non lo farò mai più, mi ha decisamente dato dei problemi». La prima di Chapter 27 ebbe luogo al Sundance Film Festival del 2007 con molte controversie. La recitazione di Leto fu tuttavia acclamata dai critici; Joe Neumaier del New York Daily News afferma che Leto «dà un ritratto così avvincente che è difficile distogliere lo sguardo» e continua dicendo che la sua «raccapricciante performance lo contraddistingue». Rex Reed del The New York Observer loda l'attore descrivendo la sua interpretazione come «una galvanizzante performance di un irriconoscibile Jared Leto che può sinceramente essere chiamato indimenticabile».
Durante questo periodo Leto si concentrò maggiormente sul suo gruppo, rifiutando di partecipare in film come Flags of Our Fathers di Clint Eastwood. L'attore giustificò la sua decisione affermando: «È un sogno che diventa realtà quando Clint Eastwood ti chiede di essere in uno dei suoi film. Ero devastato dal fatto che non potevo far parte del film. Ma ho avuto degli impegni, un disco su cui avevo lavorato per un paio di anni stava per essere pubblicato. Era un periodo davvero molto importante. È stata una di quelle decisioni in cui si possono avere due percorsi e credo di aver fatto la scelta giusta per me. Mi piacerebbe lavorare con Clint Eastwood in futuro, è uno dei miei eroi». Leto fu anche scelto per interpretare Clay Beresford in Awake - Anestesia cosciente, ma rifiutò per gli stessi motivi e fu sostituito da Hayden Christensen.
Leto tornò alla recitazione nel 2009 quando il regista Jaco Van Dormael lo scelse per recitare nel film di fantascienza intitolato Mr. Nobody. Leto interpreta il ruolo principale di Nemo Nobody, un uomo di 118 anni, ultimo mortale sulla Terra dopo che la razza umana ha raggiunto l'immortalità. Leto descrisse Nemo Nobody come il ruolo più complesso che avesse mai recitato e affermò che fu difficoltoso mantenere le molteplici vite del protagonista concentrate in un unico personaggio senza perdere sé stesso. Il film fu principalmente finanziato da società europee e fu pubblicato in versione limitata in alcuni paesi. La critica cinematografica acclamò l'abilità artistica di Jaco Van Dormael e la prova recitativa di Jared Leto. Boyd van Hoeij di Variety scrisse che ciò che rende fantastiche le scene ambientate nel 2092 non è la visione del futuro ma la performance di Leto. Bruce Kirkland di Jam! descrisse la recitazione dell'attore come «una purissima e meravigliosa tour-de-force performance». Per aver interpretato le molteplici vite di Nemo Nobody, Leto fu candidato per la Coppa Volpi per la migliore interpretazione maschile alla 66ª Mostra internazionale d'arte cinematografica di Venezia.
Nel 2011 Leto fu la voce narrante di TT3D: Closer to the Edge, un documentario sulle gare motociclistiche Tourist Trophy che si tengono ogni anno nell'Isola di Man. Il film fu un grande successo di pubblico e critica, diventando il settimo documentario di maggiore incasso nel Regno Unito. Nel novembre del 2012 Leto è stato scelto da Jean-Marc Vallée per recitare in Dallas Buyers Club. Il film racconta la vera storia di Ron Woodroof, rude elettricista texano al quale, nel 1986, fu diagnosticata l'AIDS. Leto interpreta Rayon, un crossdresser sieropositivo che fondò con Woodroof e altre persone il Dallas Buyers Club, il quale diventò il punto di ritrovo di molti sieropositivi statunitensi che, pagando, riuscirono ad assicurarsi cure sperimentali alternative. Oltre alla perdita di peso, Leto si è dovuto sottoporre a sedute di ceretta integrale su tutto il corpo, sopracciglia comprese, per identificarsi al meglio con la figura femminile. L'attore ha affermato che questa trasformazione ha accresciuto la sua stima per le donne, e che, oltre alle trasformazioni fisiche, si è trattato di calarsi in uno stato mentale completamente diverso. Per questa interpretazione Leto ha vinto, tra gli altri premi, il Golden Globe e il Premio Oscar come miglior attore non protagonista.
Nel dicembre 2014 viene resa ufficiale dalla Warner Bros. la partecipazione di Jared Leto al film Suicide Squad di David Ayer, film incentrato sulla celebre squadra di supercriminali della DC Comics, in cui l'attore interpreterà la nemesi di Batman, ovvero il Joker, precedentemente portato sul grande schermo da Cesar Romero nel 1966, da Jack Nicholson nel 1989, da Heath Ledger nel 2008 e da Joaquin Phoenix nel 2019 (che gli valse l'oscar per quest'interpretazione). Nel 2017 viene confermato come protagonista del film The Outsider, nel cast di Blade Runner 2049, e nel ruolo di Andy Warhol in un film biografico sul controverso artista. Sta inoltre dirigendo 77 per la Paramount Pictures. Nel 2018 recita da protagonista nel film della Netflix The Outsider, in cui interpreta il ruolo di un soldato americano che diventa il capo di una organizzazione mafiosa giapponese.
Nel 2019 è confermata la sua presenza da protagonista in un film della Marvel Comics su Morbius; il film, uscito nel 2022, venne stroncato dalla critica, e l'attore vinse il Razzie Award per il Peggior attore protagonista. Sempre nel 2019, diventa ufficiale la sua partecipazione al film The Little Things nel ruolo di un serial killer; la pellicola, distribuita in Italia con il titolo di Fino all'ultimo indizio, vede l'attore recitare insieme ai colleghi Denzel Washington e Rami Malek, anche loro vincitori di un Premio Oscar. Nell'agosto 2020 Leto conferma la sua presenza da protagonista nel terzo film di Tron e viene annunciata la sua partecipazione al film House of Gucci di Ridley Scott, nel ruolo di Paolo Gucci, al fianco di Lady Gaga, Al Pacino, Jeremy Irons e Adam Driver. Il 21 ottobre 2020 l'Hollywood Reporter annuncia che riprenderà il ruolo di Joker nelle riprese aggiuntive della Zack Snyder's Justice League. L'attore collaborerà inoltre con il regista Darren Aronofsky, a distanza di più di vent'anni, nel film Adrift, basato su un racconto di Kōji Suzuki.
Nel 2022 entra nel cast del film La casa dei fantasmi (il reboot dell'adattamento cinematografico originale del 2003), diretto da Justin Simien, nel doppiaggio del malefico Fantasma della Cappelliera (Alistair Crump), distribuito nelle sale nel 28 agosto 2023. Nel 2024 ha ottenuto il ruolo del sofisticato programma Ares nel film Tron: Ares (sequel dei primi due capitoli cinematografici della serie), diretto da Joachim Rønning, distribuito nelle sale nel 10 ottobre 2025. Nel 20 dicembre dello stesso anno, è stato annunciato che avrebbe recitato nel ruolo del perfido Skeletor (arcinemico di He-Man) nel film Masters of the Universe (il reboot dell'adattamento cinematografico originale del 1987), diretto da Travis Knight, in uscita nelle sale nel 5 giugno 2026.

### Carriera musicale

#### Inizi
Leto fondò il gruppo musicale Thirty Seconds to Mars nel 1998 con suo fratello maggiore Shannon Leto. Il nome del gruppo, affermò Leto, «ha poco a che fare con lo spazio, l'universo o qualcosa di simile. È un nome che lavora su diversi livelli. In particolare, è una buona rappresentazione del nostro sound. È una frase lirica, suggestiva, cinematica e carica di immediatezza. Ha un senso di distinzione». Nel 1998 i due fratelli firmarono un contratto discografico con l'Immortal e la Virgin. Durante i primi periodi, Leto preferisce non usare il proprio nome per garantire popolarità alla band. Oltretutto, non vuole che l'attenzione sia focalizzata su di lui piuttosto che sul resto del gruppo e si rifiuta di suonare in locali che usano il suo nome per promuovere le serate. Il gruppo lavorò sull'album di esordio per un paio d'anni, con Leto che compose la maggior parte dei brani.
I Thirty Seconds to Mars pubblicarono l'omonimo album di esordio nel 2002, prodotto da Bob Ezrin, Brian Virtue e dagli stessi membri del gruppo. 30 Seconds to Mars è un concept album focalizzato sulla lotta umana e l'autodeterminazione, con testi personali che spesso utilizzano elementi ultraterreni e idee concettuali per illustrare una situazione veritiera e personale. L'album ricevette ottime recensioni e fu paragonato ai lavori dei Pink Floyd, Tool e Brian Eno. Esordì alla posizione 107 della Billboard 200 e alla numero uno della Heatseekers, e nel corso degli anni riuscì a vendere oltre due milioni di dischi.

#### Il successo conA Beautiful Lie
La genesi del secondo album è più complessa e richiede tre anni di gestazione e viaggi da parte del gruppo attraverso quattro continenti per lavorare con Leto a quei tempi impegnato sul set cinematografico. Pubblicato nel 2005, A Beautiful Lie fu un passo avanti decisivo per il gruppo; fu certificato disco di platino dalla Recording Industry Association of America (RIAA) e ricevette diverse certificazioni in molti stati, con un totale di vendite che supera la soglia di quattro milioni di dischi. L'album fu anticipato da Attack, che divenne il singolo più inserito nelle radio alternative statunitensi durante la sua prima settimana di pubblicazione. Il secondo singolo dell'album, The Kill, fu pubblicato nel 2006 e riportò un importante successo internazionale. Il brano stabilì il record di 52 settimane di permanenza nella Alternative Airplay dopo aver raggiunto la posizione numero tre nel 2006. Leto diresse il video musicale per il singolo sotto lo pseudonimo di Bartholomew Cubbins, un personaggio ricorrente nel mondo dello scrittore noto come Dr. Seuss. Ispirato da Shining di Stanley Kubrick, Leto affermò: «L'idea di isolamento, identità e scoperta di sé stessi erano tutti elementi presenti nella canzone. Ho pensato che questo omaggio era un buon punto di partenza e ben presto crebbe fino a includere molti più elementi al di fuori dell'opera originale di Kubrick». Nominato a due MTV Video Music Awards, il video ricevette l'MTV2 Award.

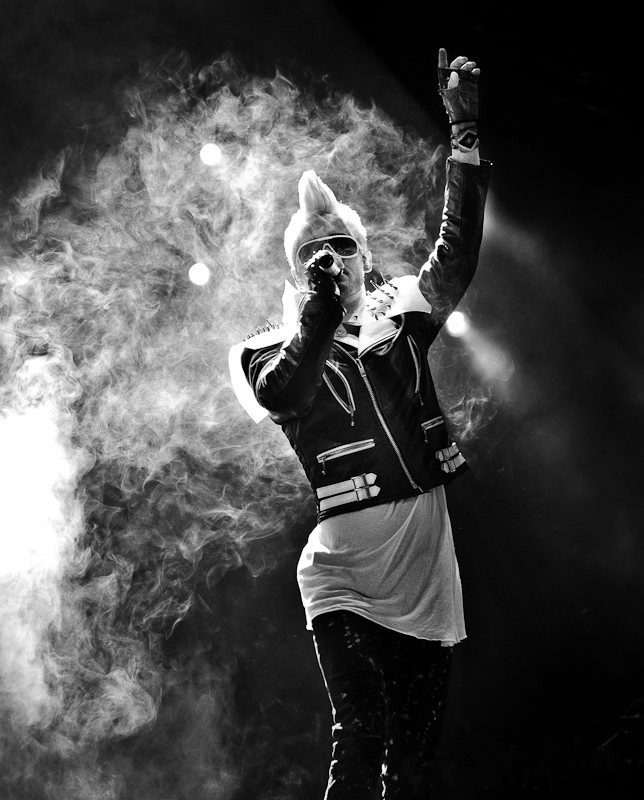
Leto in concerto nel 2010.

Nel 2006 Leto creò la copertina per una raccolta di musica dal vivo intitolata 97X Green Room 2. Il ricavato delle vendite dell'album beneficò l'associazione ambientalista The Nature Conservancy. Il terzo singolo da A Beautiful Lie, From Yesterday, seguì il successo di The Kill e si posizionò alla numero uno nella Alternative Airplay, diventando il secondo singolo dei Thirty Seconds to Mars a entrare nella top ten. Di nuovo sotto la regia di Leto, il cortometraggio per il singolo è il primo video musicale americano a essere stato completamente realizzato nella Repubblica Popolare Cinese. Leto affermò che il video fu ispirato da L'ultimo imperatore di Bernardo Bertolucci e dal lavoro del regista giapponese Akira Kurosawa; «Ho pensato che la passione e la storia della cultura cinese sarebbero stati lo scenario ideale per raccontare la storia di From Yesterday e finì in uno di quegli eventi davvero unici in cui la canzone e le immagini visive si scontrano creando qualcosa di completamente nuovo». Il cortometraggio ricevette riconoscimenti da diverse riviste e organizzazioni musicali e fu votato come il miglior video di tutti i tempi da Yahoo! Music.
A Beautiful Lie fu pubblicato come quarto singolo dell'album in alcuni stati. Il video musicale, diretto da Leto sotto lo pseudonimo di Angakok Panipaq, fu il primo a essere girato 200 miglia a nord del Circolo Polare Artico in Groenlandia. Il video fu realizzato con una strumentazione del tutto ecologica e il ricavato delle vendite beneficò l'organizzazione ambientalista Natural Resources Defense Council (NRDC). «Girare in Groenlandia è stato un sogno diventare realtà e una delle avventure più emozionanti che abbiamo mai avuto come band» affermò Leto. «Sebbene sembrasse incredibilmente difficile e fuori dalla nostra portata, una volta che siamo finalmente arrivati, la bellezza e la magnificenza del posto, la meravigliosa cultura del popolo e lo stesso strabiliante viaggio furono tutti elementi d'incredibile ispirazione. Ormai quasi tutti hanno sentito parlare del riscaldamento globale, ma per il popolo della Groenlandia si tratta di un problema reale e tangibile di oggi, non una questione di domani. Questo viaggio ha definitivamente cambiato le nostre vite». Il video ricevette una risposta ampiamente positiva e vinse come miglior video agli MTV Europe Music Awards. Nel 2008 fu pubblicato Hypnagogic States dei The Cure, un extended play in cui appare un remix realizzato da Jared Leto.

#### Causa legale della EMI
Nonostante la loro crescente notorietà, i Thirty Seconds to Mars si trovarono ben presto sotto le accuse della EMI. Il gruppo tentò di firmare un contratto con una nuova etichetta discografica dopo il termine del tour di A Beautiful Lie, spingendo la EMI a intentare una causa di trenta milioni di dollari, sostenendo che il gruppo non aveva prodotto tre dei cinque dischi concordati sotto il contratto del 1998 con la Virgin Records (di proprietà della EMI) e con l'ormai defunta Immortal Records. Leto rispose alle accuse affermando: «Sotto la legge californiana, in cui viviamo e abbiamo firmato il nostro accordo, non si può essere vincolati da un contratto per più di sette anni». Per queste ragioni, i Thirty Seconds to Mars decisero di esercitare il loro diritto legale di interrompere il contratto, il quale, secondo la legge, era ormai nullo e non valido.
Dopo quasi un anno di battaglia legale, il gruppo annuncia che il caso è stato risolto il 28 aprile 2009. La causa fu risolta a seguito di una difesa basata su un caso che coinvolse l'attrice Olivia de Havilland decenni prima. La corte d'appello della California stabilì che nessun contratto di servizio risulta valido in California dopo sette anni, e questa legge divenne nota come la "De Havilland Law", dopo che l'attrice la usò per uscire dal suo contratto con la Warner Bros. I Thirty Seconds to Mars decisero di firmare un nuovo contratto con la EMI, l'etichetta madre della Virgin. Leto affermò che il gruppo aveva risolto il divario con la EMI e che la decisione era stata presa grazie alla «volontà e l'entusiasmo dell'etichetta per affrontare le principali preoccupazioni e problemi del gruppo, e la possibilità di tornare a lavorare con un team appassionato e impegnato nei Thirty Seconds to Mars».

#### This Is WareArtifact

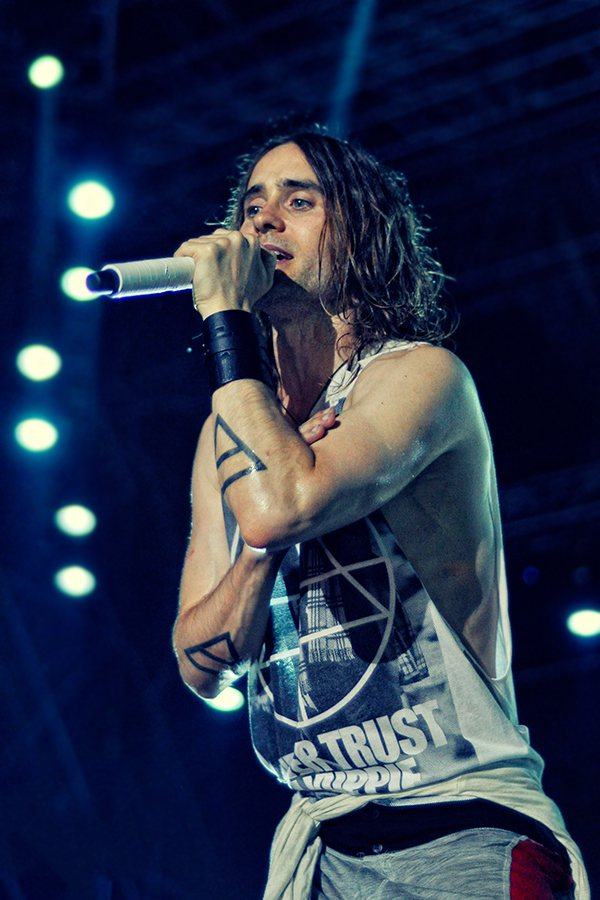
Leto in concerto a Piazzola sul Brenta nel 2013.

Il terzo album, This Is War, è un riferimento alle battaglie personali del gruppo, un commento sulla crisi globale ed economica, e un omaggio alla causa di trenta milioni di dollari della Virgin Records. Leto descrisse This Is War come un concept album creato in un «intenso periodo di due anni, in cui sembrava che il mondo intero stesse cadendo a pezzi ed enormi cambiamenti erano in corso». This Is War fu pubblicato nel dicembre del 2009, prodotto da Flood, Steve Lillywhite e dagli stessi Thirty Seconds to Mars. L'album esordì in cima alle classifiche americane e fu anticipato dal singolo Kings and Queens, il quale divenne il secondo brano del gruppo a raggiungere la prima posizione della Alternative Airplay. Il cortometraggio per Kings and Queens, intitolato The Ride, fu diretto da Leto e fu presentato al Montalban Theater di Los Angeles nel novembre del 2009. Il video è caratterizzato da una massa critica che si svolge in una notte dal centro di Los Angeles fino al Santa Monica Pier, «una lettera d'amore, un viaggio lirico e surreale attraverso la città degli Angeli», affermò Leto. Il video ricevette quattro candidature agli MTV Video Music Awards 2010, tra cui video dell'anno e miglior regia, e vinse con miglior video rock. Per il video del singolo successivo, This Is War, l'etichetta discografica affidò la regia al francese Édouard Salier. Dopo la pubblicazione del video, avvenuta dopo un anno di ritardo, Leto affermò che non avrebbe più permesso che la regia fosse di nuovo affidata a qualcun altro.
Il terzo singolo dell'album, Closer to the Edge, divenne il quinto brano a entrare nella top ten della Alternative Songs dopo essersi classificato alla posizione numero sette. Il singolo, inoltre, è stato il brano rock più venduto nel corso del 2010 nel Regno Unito. Il video musicale fu diretto da Leto e fu presentato in anteprima il 7 giugno 2010 in Nuova Zelanda. Fu girato in 89 diverse città di 27 stati nel corso dell'Into the Wild Tour e consiste in una serie di filmati di concerti, commenti dei fan e immagini dei membri del gruppo durante la loro infanzia. Il video fu accolto con giudizi molto positivi e ricevette una certificazione d'oro da MTV.
Il cortometraggio per Hurricane, il quarto singolo estratto dall'album, fu diretto da Leto e fu presentato il 29 novembre 2010 su MTV. Leto descrisse il video come «una meditazione sulla violenza del sesso». Egli affermò che si tratta di «un incubo surreale attraverso le strade desolate di New York City. Non ci sono persone né auto, e il gruppo si trova di fronte paure e feticci, una serie di sfide. È un video davvero ambizioso e molto cinematico». Hurricane causò numerose controversie e fu censurato a causa dei suoi elementi espliciti di violenza, sesso e nudità. Leto rispose alle polemiche affermando: «Non credevo che questo sarebbe avvenuto, ma è una buona cosa che sia successo solo per la conversazione che può provocare su questo genere di argomenti; l'arte, l'espressione creativa e il peso che proteggono gli spettatori da certi comportamenti». Il video fu pubblicato in una versione tagliata che ha permesso la sua diffusione sulle diverse emittenti televisive. Il cortometraggio ricevette numerose candidature tra cui l'MTV Video Music Award alla miglior regia.
Leto torna alla regia nel 2012 con Artifact, un documentario sulla produzione di This Is War e la battaglia legale dei Thirty Seconds to Mars con la EMI. Il film è stato presentato in anteprima al Toronto International Film Festival del 2012 dove ha ricevuto il premio del pubblico al miglior film documentario. La versione integrale del film è stata pubblicata il 3 dicembre 2013.
Con i successivi album Love, Lust, Faith and Dreams e America, pubblicati nel 2013 e nel 2018, Leto ha voluto esplorare nuovi generi musicali diversi dal rock e più vicini alla musica elettronica e abbracciare ancor di più il format discografico del concept album sull'animo umano.

## Filantropia e orientamento politico
Leto è un convinto vegano e sostenitore dei diritti degli animali. Nel 2008 sostenne la California Proposition 2 circa il trattamento degli animali da allevamento e partecipò al gala di beneficenza Yes! On Prop 2 svoltosi a Los Angeles, per fermare la crudeltà sugli animali.
Nell'ottobre del 2009 Leto raccolse fondi a favore di una campagna contro la California Proposition 8, un referendum in cui si chiedeva l'abolizione del diritto al matrimonio per coppie omosessuali. Egli sostenne il Freedom Action Inclusion Rights (FAIR), un movimento sociale per i diritti LGBT. Durante una raccolta fondi dell'associazione, Leto prese il testo dello scrutinio della Proposizione, gli diede fuoco, raccolse le ceneri in un vaso e vi scrisse «Qui giace all'interno ciò che resta della Proposizione 8, possa riposare in pace».
In seguito al terremoto di Haiti del 2010, Leto pubblicò un libro di fotografie da lui realizzate in occasione del suo viaggio ad Haiti nel 2011 con lo scopo di raccogliere fondi per le popolazioni haitiane. Egli partecipò inoltre al Hope for Haiti Now: A Global Benefit for Earthquake Relief ed è tuttora coinvolto con diverse organizzazioni umanitarie del posto.
Alle elezioni presidenziali statunitensi del 2008, Leto sostenne il senatore Barack Obama. Nel 2012 Leto ha presieduto un evento del Gen44, una campagna elettorale messa in piedi da Obama per stimolare gli elettori sotto i 40 anni.

## Impatto culturale
La popolarità dell'attore ottenuta durante gli anni novanta grazie principalmente alla serie televisiva My So-Called Life, ha fatto sì che venisse dato il nome di Generazione Catalano, dal nome del personaggio Jordan Catalano interpretato da Leto nella serie alla generazione Xennials. Con l'espressione Generazione Catalano o Xennials ci si riferisce alla generazione di persone nate tra la fine degli anni settanta e i primi anni ottanta, caratterizzate dall'aver avuto un'infanzia senza il fenomeno del Web e da un'età adulta vissuta nell'era dei social network.

## Filmografia

### Attore

#### Cinema

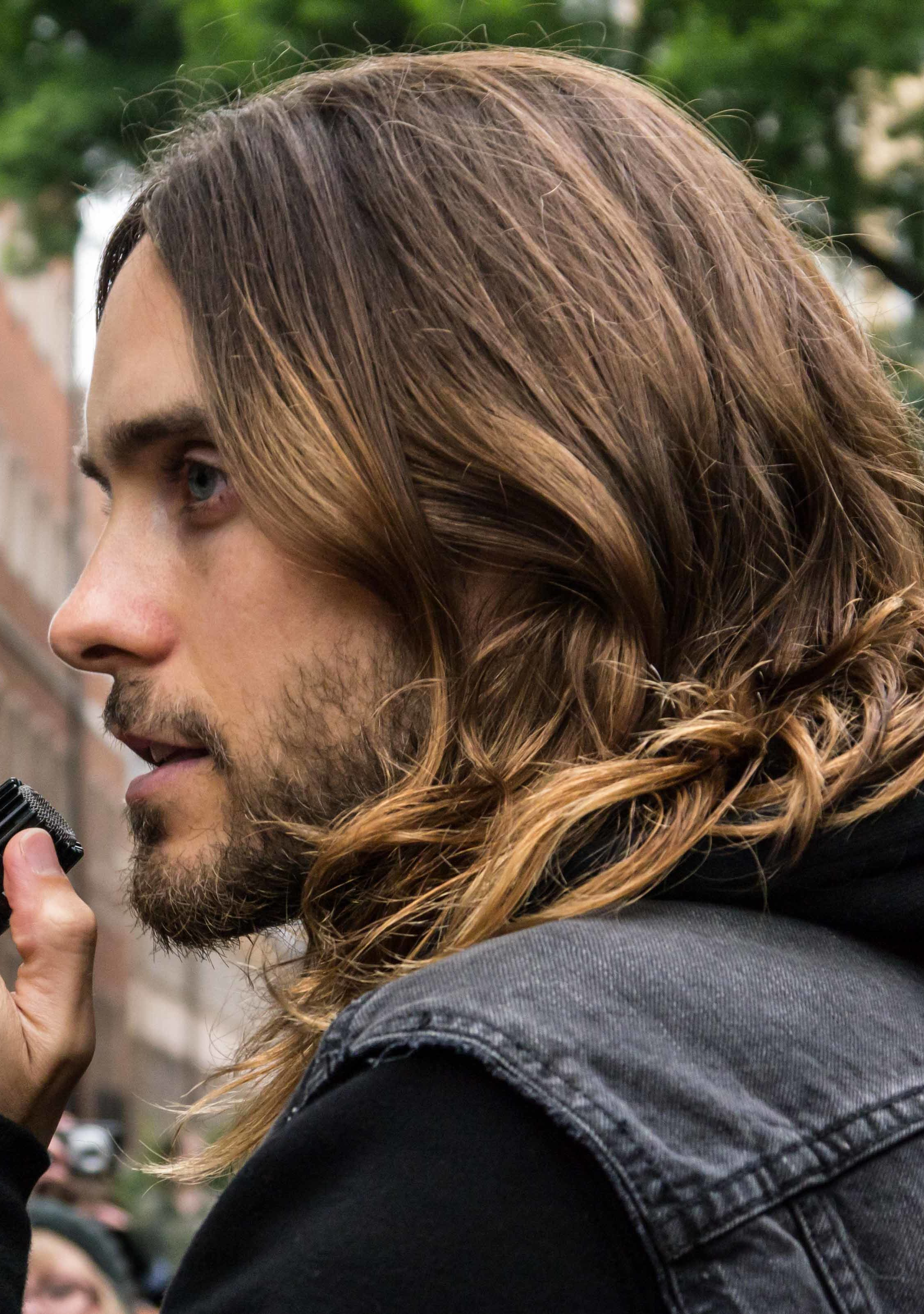
Jared Leto nel 2013.

- Gli anni dei ricordi (How to Make an American Quilt), regia di Jocelyn Moorhouse (1995)
- L'ultimo dei grandi re (The Last of the High Kings), regia di David Keating (1996)
- Prefontaine, regia di Steve James (1997)
- Linea di sangue (Switchback), regia di Jeb Stuart (1997)
- Basil, regia di Radha Bharadwaj (1998)
- Urban Legend, regia di Jamie Blanks (1998)
- La sottile linea rossa (The Thin Red Line), regia di Terrence Malick (1998)
- Black & White (Black and White), regia di James Toback (1999)
- Fight Club, regia di David Fincher (1999)
- Ragazze interrotte (Girl, Interrupted), regia di James Mangold (1999)
- American Psycho, regia di Mary Harron (2000)
- Requiem for a Dream, regia di Darren Aronofsky (2000)
- Sunset Strip, regia di Adam Collis (2000)
- Fuga da Seattle (Highway), regia di James Cox (2002)
- Panic Room, regia di David Fincher (2002)
- Alexander, regia di Oliver Stone (2004)
- Lord of War, regia di Andrew Niccol (2005)
- Lonely Hearts, regia di Todd Robinson (2006)
- Chapter 27 - L'assassinio di John Lennon (Chapter 27), regia di Jarrett Schaefer (2007)
- Mr. Nobody, regia di Jaco Van Dormael (2009)
- Dallas Buyers Club, regia di Jean-Marc Vallée (2013)
- Suicide Squad, regia di David Ayer (2016)
- Blade Runner 2049, regia di Denis Villeneuve (2017)
- The Outsider, regia di Martin Zandvliet (2018)
- Fino all'ultimo indizio (The Little Things), regia di John Lee Hancock (2021)
- Zack Snyder's Justice League, regia di Zack Snyder (2021)
- House of Gucci, regia di Ridley Scott (2021)
- Morbius, regia di Daniel Espinosa (2022)
- Tron: Ares, regia di Joachim Rønning (2025)

#### Televisione
- Camp Wilder – serie TV, episodi 1x12-1x14 (1992-1993)
- Famiglia cercasi (Almost Home) – serie TV, episodio 2x05 (1993)
- My So-Called Life – serie TV, 19 episodi (1994-1995)
- Cool and the Crazy, regia di Ralph Bakshi – film TV (1994)
- Hollywood High, regia di Bruce Sinofsky – documentario (2003)
- The Armenian Genocide, regia di Andrew Goldberg – documentario (2006)
- WeCrashed – serie TV, 8 episodi (2022)

### Doppiatore
- La casa dei fantasmi (Haunted Mansion), regia di Justin Simien (2023)

### Produttore
- Sol Goode, regia di Danny Comden – co-produttore (2001)
- Chapter 27, regia di Jarrett Schaefer – produttore esecutivo (2007)
- Artifact, regia di Bartholomew Cubbins – documentario – co-produttore (2012)

### Regista
- The Kill – videoclip – come Bartholomew Cubbins (2006)
- From Yesterday – videoclip – come Bartholomew Cubbins (2006)
- A Beautiful Lie – videoclip – come Angakok Panipaq (2008)
- Kings and Queens – videoclip – come Bartholomew Cubbins (2009)
- Closer to the Edge – videoclip – come Bartholomew Cubbins (2010)
- Hurricane – videoclip – come Bartholomew Cubbins (2010)
- Artifact – documentario – come Bartholomew Cubbins (2012)
- Up in the Air – videoclip – come Bartholomew Cubbins (2013)
- Do or Die – videoclip – come Bartholomew Cubbins (2013)
- City of Angels – videoclip (2013)
- Walk On Water – videoclip (2017)
- A Day in the Life of America – documentario (2019)
- Stuck – videoclip (2023)

### Documentari
- Hubert Selby Jr: It/ll Be Better Tomorrow, regia di Micheal W. Dean e Kennet Shiffrin (2005)
- TT3D: Closer to the Edge, regia di Richard de Aragues (2011)
- Artifact, regia di Bartholomew Cubbins (2012)
- A Day in the Life of America, regia di Jared Leto (2019)

## Riconoscimenti
- Premio Oscar
  - 2014 – Miglior attore non protagonista per Dallas Buyers Club
- Golden Globe
  - 2014 – Miglior attore non protagonista per Dallas Buyers Club
  - 2021 – Candidatura al miglior attore non protagonista per Fino all'ultimo indizio
- Hollywood Film Awards
  - 2013 – Miglior attore rivelazione per Dallas Buyers Club
- MTV Movie & TV Awards
  - 2014 – Miglior trasformazione su schermo per Dallas Buyers Club
  - 2014 – Candidatura alla miglior coppia (condiviso con Matthew McConaughey) per Dallas Buyers Club
  - 2017 – Candidatura al miglior cattivo per Suicide Squad
- Satellite Award
  - 1999 – Miglior cast cinematografico per La sottile linea rossa
  - 2013 – Miglior attore non protagonista per Dallas Buyers Club
- Screen Actors Guild Awards
  - 2014 – Miglior attore non protagonista cinematografico per Dallas Buyers Club
  - 2014 – Candidatura al miglior cast cinematografico per Dallas Buyers Club
  - 2021 – Candidatura al miglior attore non protagonista cinematografico per Fino all'ultimo indizio
  - 2022 – Candidatura al miglior attore non protagonista cinematografico per House of Gucci
  - 2022 – Candidatura al miglior cast cinematografico per House of Gucci

## Doppiatori italiani
Nelle versioni in italiano delle opere in cui ha recitato, Jared Leto è stato doppiato da:
- Emiliano Coltorti in Dallas Buyers Club, Blade Runner 2049, Fino all'ultimo indizio, Morbius, WeCrashed
- Simone D'Andrea in Requiem for a Dream, Suicide Squad, Zack Snyder's Justice League, House of Gucci
- Fabrizio Manfredi in L'ultimo dei grandi re, Urban Legend, Fight Club
- Stefano Crescentini in Prefontaine, Lord of War, Mr. Nobody[116]
- Francesco Pezzulli in Basil, Alexander, Lonely Hearts
- Roberto Gammino in Ragazze interrotte, American Psycho
- Daniele Raffaeli in Fuga da Seattle, Chapter 27 - L'assassinio di John Lennon
- Lucio Saccone in Black & White
- Oreste Baldini in Panic Room

Da doppiatore è stato sostituito da:
- Massimo Lodolo ne La casa dei fantasmi

## Discografia

### Album in studio
- 2002 – 30 Seconds to Mars
- 2005 – A Beautiful Lie
- 2009 – This Is War
- 2013 – Love, Lust, Faith and Dreams
- 2018 – America
- 2023 – It's the End of the World but It's a Beautiful Day